# Ковшевич Роман

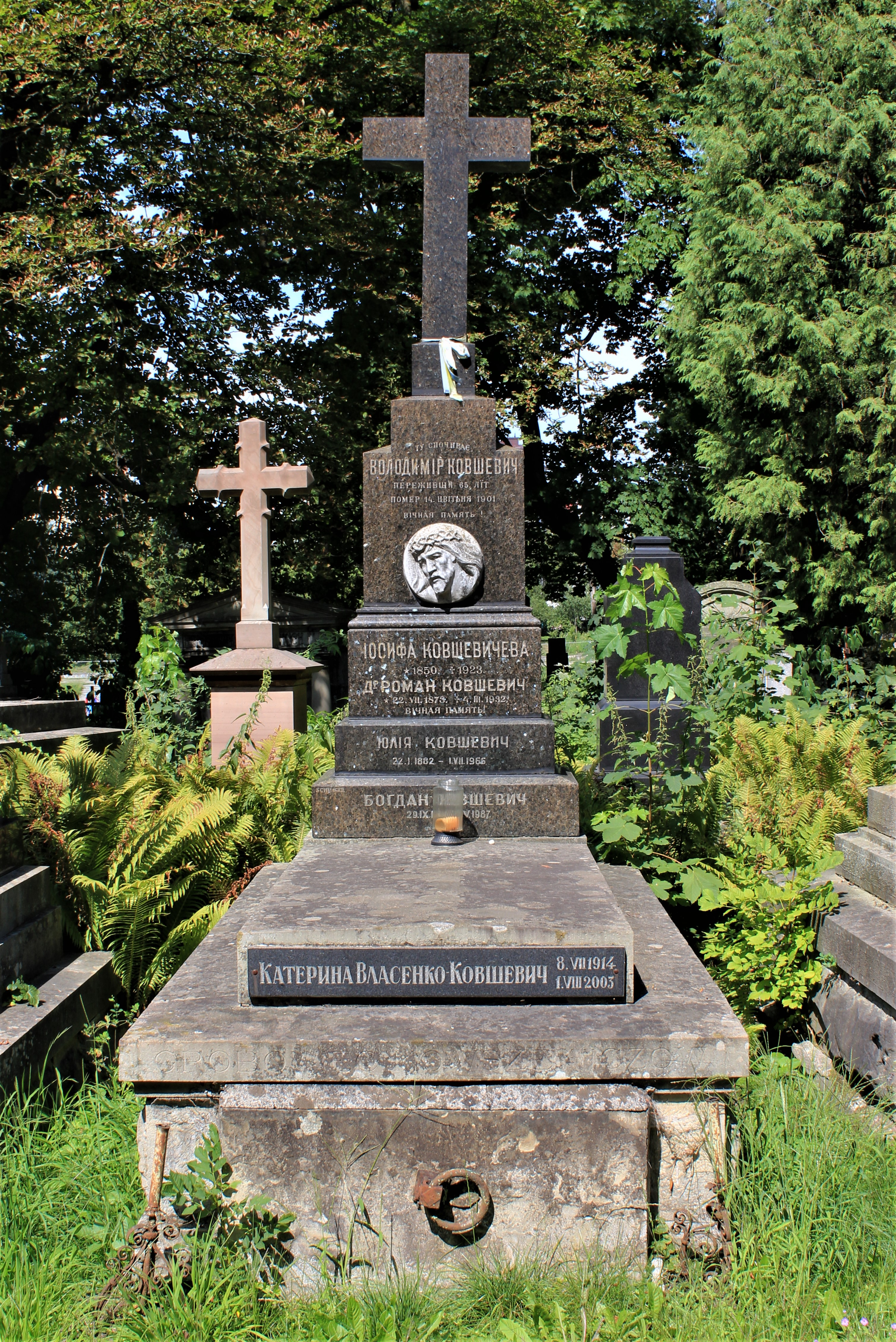
Гробниця родини Ковшевич.

Роман Ковшевич (22 липня 1873, Ярослав, нині Польща — 4 березня 1932, Львів) — український правознавець. Доктор права (1898). Дійсний член НТШ (1924).

## Життєпис
Роман Ковшевич народився 22 липня 1873 року в місті Ярославі, нині Підкарпатського воєводства Польщі.
До 1891 року навчався в Ярославській німецькій гімназії, закінчив Віденський і Львівський університет. Згодом працював суддею в м-ку Солотвині (нині с-ще Богородчанського району) та Львівському окружному суді.
1911 року після отримання держаної стипендії він виїхав до Риму, де студіював канонічне право. Автор неопублікованої габілітаційної праці «De sacra Romana Rota» («Про священну Римську Роту»).
Через початок Першої світової війни він не отримав звання професора. Брав участь у бойових діях у складі Легіону УСС та УГА. Протягом певного часу працював викладачем канонічного права в Кам'янецькому університеті (1910, нині м. Кам'янець-Подільський на Хмельниччині).
1921 року став членом першого сенату Українського таємного університету у Львові, в якому читав лекції на юридичному факультеті. Активний учасник роботи правничої комісії НТШ.
У своїх статях розкривав проблеми методології правознавства та канонічного права, одна з них — історія розвитку українського канонічного права, а також суть та зміст конкордату. 
Помер 4 березня 1932 року у Львові. Похований в родинній гробниці на 59 полі Личаківського цвинтаря.